# Buccinum frausseni
Buccinum frausseni is een soort in de klasse van de Gastropoda (Slakken).
Het dier komt uit het geslacht Buccinum en behoort tot de familie Buccinidae. Buccinum frausseni werd in 2009 beschreven door Alexeyev & Gornichnykh.